# گلستان (ازبکستان)
گلستان (به ازبکی: Гулистон) شهری در استان سیردریا کشور ازبکستان است که در سرشماری سال ۲۰۱۰ میلادی، ۷۷٫۸۰۵ نفر جمعیت داشته‌است.